# Vrápencovci
Vrápencovci (Rhinolophoidea) představují nadčeleď letounů z podřádu kaloňotvaří (Yinpterochiroptera). Řadí se sem celkem šest čeledí: víkonosovití (Rhinopomatidae), netopýrkovití (Craseonycteridae), pavrápencovití (Hipposideridae), megadermovití (Megadermatidae), vrápencovití (Rhinolophidae) a od nich vydělená čeleď Rhinonycteridae, jež nenese české jméno. Vrápencovci zahrnují vůbec nejmenší netopýry světa, jako je netopýrek thajský, i relativně velké formy. Jejich typickým znakem je přítomnost nosního lístku, jenž napomáhá echolokaci. Vysokofrekvenční zvukové vlny jsou produkovány v hrtanu a vysílány nosními dírkami.